# BSP (inbyggda system)
BSP (engelska: Board Support Package) är ett operativsystem som anpassats för en specifik hårdvara i ett inbyggt system. Ett vardagligt exempel är det skräddarsydda operativsystemet i mobiltelefoner.
Ett BSP innehåller det som behövs för att köra operativsystemet på en viss hårdvara, exempelvis bootloader, initialiseringskod, kärna och drivrutiner för bussar och periferienheter. Oftast innehåller den även en kompilator och bibliotek, ett filsystem, nätverksstöd och annat som brukar ingå i ett operativsystemspaket för att en användare ska kunna använda systemet.
Jämfört med ett operativsystem för en persondator är ett BSP för ett inbyggt system betydligt mindre; ett embedded Linux kan rymmas på 100 kB.